# Franciscaines des affligés
Les Franciscaines des affligés  (en latin : Congregatio Sororum Franciscalium ab Afflictis) est une congrégation religieuse hospitalière de droit pontifical. 

## Historique
La congrégation remonte au refuge pour femmes en danger et abandonnées ouvert en 1858 à Varsovie à l'initiative de quelques dames de la société de Saint-Vincent-de-Paul et d'un groupe de tertiaires capucins. En 1864, l'association commence à accueillir des filles désireuses d'embrasser la vie religieuse mais qui en sont empêchées par la situation politique du Royaume du Congrès.
En 1882, Honorat de Biala et Casimira Gruszczyńska (pl) réorganisent la communauté et la transformant en congrégation religieuse de vœux simples sous la règle du Tiers-Ordre franciscain et dédiée au soin des malades.
L'institut est agrégé aux Frères mineurs capucins en 1909, il reçoit le décret de louange le 30 juillet 1909 et ses constitutions obtiennent l'approbation définitive du Saint-Siège le 2 mars 1937.

## Activités et diffusion
Les religieuses se consacrent principalement aux soins des malades.
Elles sont présentes en Pologne, Italie, Biélorussie, Tchad.
La maison-mère est à Varsovie. 
En 2017, la congrégation comptait 148 sœurs dans 19 maisons.